# 非洲新鰩
非洲新鰩（學名：Neoraja africana），為軟骨魚綱鰩目鰩科新鰩屬的一種，分布於東大西洋加彭外海與非洲西北部海域，深度900至1640公尺，體長可達30.4公分，棲息在大陸坡海域，為底棲性魚類，肉食性，卵生，生活習性不明。